# 輿水実
輿水 実（こしみず みのる、1906年9月 - 1986年3月5日）は、日本の国語学者・国語教育学者。国立国語研究所名誉所員。山梨県生まれ。1931年東京帝国大学文学部哲学科卒。三重師範学校教授、1941年青年文化協会東南アジア学院教授、国立国語研究所第二研究部長、のち同名誉所員、国語教育研究所長。長男は中国語学者の輿水優。

## 著書
- 『解釈学と意義学』不老閣書房 1935
- 『言語哲学』不老閣書房 1935 明治図書出版、1966
- 『国語教育理論 国語教育と言語哲学との聯関』文学社 1936
- 『表現学序説』不老閣 1936
- 『小学国語読本解釈学演習 第2学年用』不老閣書房 1937
- 『垣内先生の学説　言語文化学説研究』文学社 1938
- 『言葉は伸びる 国語教育革新のために』厚生閣　1939
- 『国語教育文庫 第3　言語教育概論』晃文社 1940
- 『日本語教授法』国語文化研究所 1942
- 『言語哲学総説』国語文化研究所 1944
- 『現代の言語哲学』白揚社 1948
- 『国語のコース・オブ・スタディ』非凡閣 新国語教育選書 実際篇 1948
- 『国語科概論』有朋堂 1950
- 『国語科教育法』有朋堂 1951
- 『国語教育原論』朝倉書店 1952
- 『大学教職課程シリーズ　国語科教育学』金子書房 1955
- 『国語科学習の系統化』有朋堂 1958
- 『読み方教育学』明治図書出版 1958
- 『国語教育用語辞典』明治図書出版 1960
- 『国語教育の実践原理』明治図書出版 1962
- 『国語スキルのプログラム学習』明治図書 1962
- 『現代国語教育 その理論的背景』三省堂 1964
- 『国語スキル学習入門』三省堂 1965
- 『国語教育の近代化入門』明治図書出版 1966
- 『言語観の改造』明治図書新書 1968
- 『国語科教育学入門』明治図書新書 1968
- 『表現学序説 作文教育の改造』明治図書出版 1969
- 『国語科基本用語辞典』明治図書出版 1970
- 『国語科の基本的指導過程入門』明治図書新書 1970
- 『垣内松三』明治図書新書 1972
- 『国語科教育学大系 輿水実独立講座』明治図書出版 1975
- 『新国語科の解明 2 基本的事項の考え方と指導』明治図書出版 1977
- 『新国語科の解明 1 新領域「表現」「理解」の考え方』明治図書出版 1977
- 『新国語科の解明 3 関連的学習の考え方と指導』明治図書出版 1978
- 『新国語科の解明 9 国語科技能学習入門』明治図書出版 1979
- 『新国語科教育基本用語辞典』明治図書出版 1981
- 『輿水実国語科の基礎・基本著作集』明治図書出版 1984
- 『国語教育解釈学 その理論と実践』明治図書出版 1986
- 『昭和国語教育個体史』渓水社 1990

### 共編著
- 『国民学校アクセント教本』第1-2 三宅武郎共著 大東出版社 1941
- 『新国語教育大系 第5　言語教育と言語教材』沖山光共著 金子書房 1950
- 『基本語による国語の学習指導』賀根俊学共著 刀江書院 1952
- 『人間形成の国語教育 全国国語教育者研究集会の記録』編 有朋堂 1954
- 『明治図書講座国語指導法体系』編 明治図書出版 1957
- 『小学校学習指導要領の展開 第1 国語科編』中沢政雄共著 明治図書出版 1958
- 『新しい学力観に立つ国語指導法』編著 明治図書出版 1959
- 『国語教材のあり方と学習指導』編著 明治図書出版 1961
- 『国語指導法事典』編 明治図書出版 1962
- 『機能的作文指導 理論・計画・実践』中沢政雄共編著 明治図書出版 1963
- 『国語教育の科学化』編著 明治図書出版 1963
- 『講座国語科の基本的指導過程』編著 明治図書出版 1965
- 『国語学力診断指導法体系』全10巻 編著 明治図書出版 1966
- 『講座国語科の基本的教材』編著 明治図書出版 1967
- 『移行期の国語科学習指導』編 明治図書出版 1968
- 『共同研究国語科新教育課程の創造』編著 明治図書出版 1968
- 『講座国語科基本的技能の指導』編著 明治図書出版 1968
- 『国語科自由読書の指導』小川末吉共著 明治図書出版 1968
- 『国語科作文法指導細案 小学校1年-6年』編 明治図書出版 新学習指導要領細案化シリーズ 1969
- 『国語科読解法指導細案』編 明治図書出版 新学習指導要領細案化シリーズ 1970
- 『講座国語科基本的指導課程の進展』編 明治図書出版 1971
- 『国語科の情報処理能力』編著 明治図書出版 双書情報処理能力の育成 1971
- 『国語科授業入門』大槻一夫共著 明治図書出版 1972
- 『思考し創造する国語学習指導 国語科の授業改造』編著 明治図書出版 1972
- 『国語科学習のつまずき事例研究』編 明治図書出版 1973
- 『国語科授業改造の基本方向 第2回全国国語教育研究者集会報告』編 明治図書出版 1973
- 『中学校教育機器活用法の研究 国語科編』小林一也共編 明治図書出版 1973
- 『国語学習の個別化とシステム化 第3回全国国語教育研究者集会報告』編 明治図書出版 1974
- 『本質探究に基づく国語科の単純化・モデル化』熊本県国語教育近代化の会共著 明治図書出版 国語科教育全書 1975
- 『新国語科指導法事典』編 明治図書出版 1979
- 『到達基準を明確にした国語科授業』編 明治図書出版 1981
- 『学習作文指導細案』編著 明治図書出版 1982
- 『国語科基礎学力の評価と指導』編著 明治図書出版 1982

### 関連書籍
- 『回想輿水実 その人と学問、業績』輿水実追悼集刊行委員会 1987
- 『国語教育における輿水理論』輿水先生還暦記念事業実行委員会編 明治図書出版 1969